# Agent dormant
 (novembre 2013).
Si vous disposez d'ouvrages ou d'articles de référence ou si vous connaissez des sites web de qualité traitant du thème abordé ici, merci de compléter l'article en donnant les références utiles à sa vérifiabilité et en les liant à la section « Notes et références ».
Un agent dormant, ou en sommeil, dans le domaine du renseignement, est un agent provisoirement et délibérément inactif. Cet état vise généralement à contrer les mesures de détection adverses (contre-espionnage).

## Description
L'inactivité s'instaure habituellement par l'arrêt des communications entre l'agent dormant et son organisation et par l'arrêt par l'agent de toutes activités illégales ou suspectes.
L'agent dormant pose une difficulté sérieuse pour les services de contre-espionnage puisqu'il peut difficilement être détecté par la surveillance de ses activités, qui ne le distinguent pas d'un individu ordinaire.
La mise en inactivité est réalisée afin de renforcer la couverture d'un agent qui procède à une infiltration ou de renforcer la sécurité d'un agent déjà infiltré à la suite de l'apparition de risques critiques.
Traditionnellement, les agents dormants sont recrutés avant leur infiltration et sont alors spécialement formés par leur organisation, dans des domaines très divers, notamment sur la pratique de la langue du pays infiltré. Ils sont laissés en sommeil, durant des mois ou des années, avant d'être « réveillés » par reprise de contact par un autre agent ou encore par le biais d'un code secret préétabli.
Si l'infiltration a été particulièrement réussie, l'agent est parvenu à des fonctions ou des emplacements particulièrement utiles pour la puissance qui contrôle cet agent. Il peut aussi avoir préparé des lieux de refuges ou des lieux médicalisés pour d'autres membres de son organisation, avoir collecté des fonds en liquide ou encore avoir préparé une cache d'armes.
Cet agent dormant peut être « réveillé » à tout moment, en fonction des besoins stratégiques de cette puissance, généralement uniquement dans des cas où le risque de révéler l'emplacement de l'agent dormant est largement compensé par l'intérêt des informations à obtenir.

## Exemples

### Stay-behind
Dans le cadre de la guerre froide, les cellules stay-behind étaient des réseaux clandestins reliés à l'OTAN. Ces réseaux comprenaient de nombreux agents dormants fidèles à la nation dans laquelle ils résidaient, ces individus n'étant pas  donc des défecteurs. Ils auraient été réactivés en cas d'invasion de leur pays par l'URSS. En France, par exemple, ces cellules furent composées principalement d'anciens résistants non-communistes.

### Terrorisme
Dans la guerre contre le terrorisme, le concept d'agent dormant a été étendu aux individus soupçonnés de préparer des actes de terrorisme. Ces suspects sont traités de manière similaire aux agents étrangers par les services de contre-espionnage et de sécurité intérieure.